# 2015 w grach komputerowych

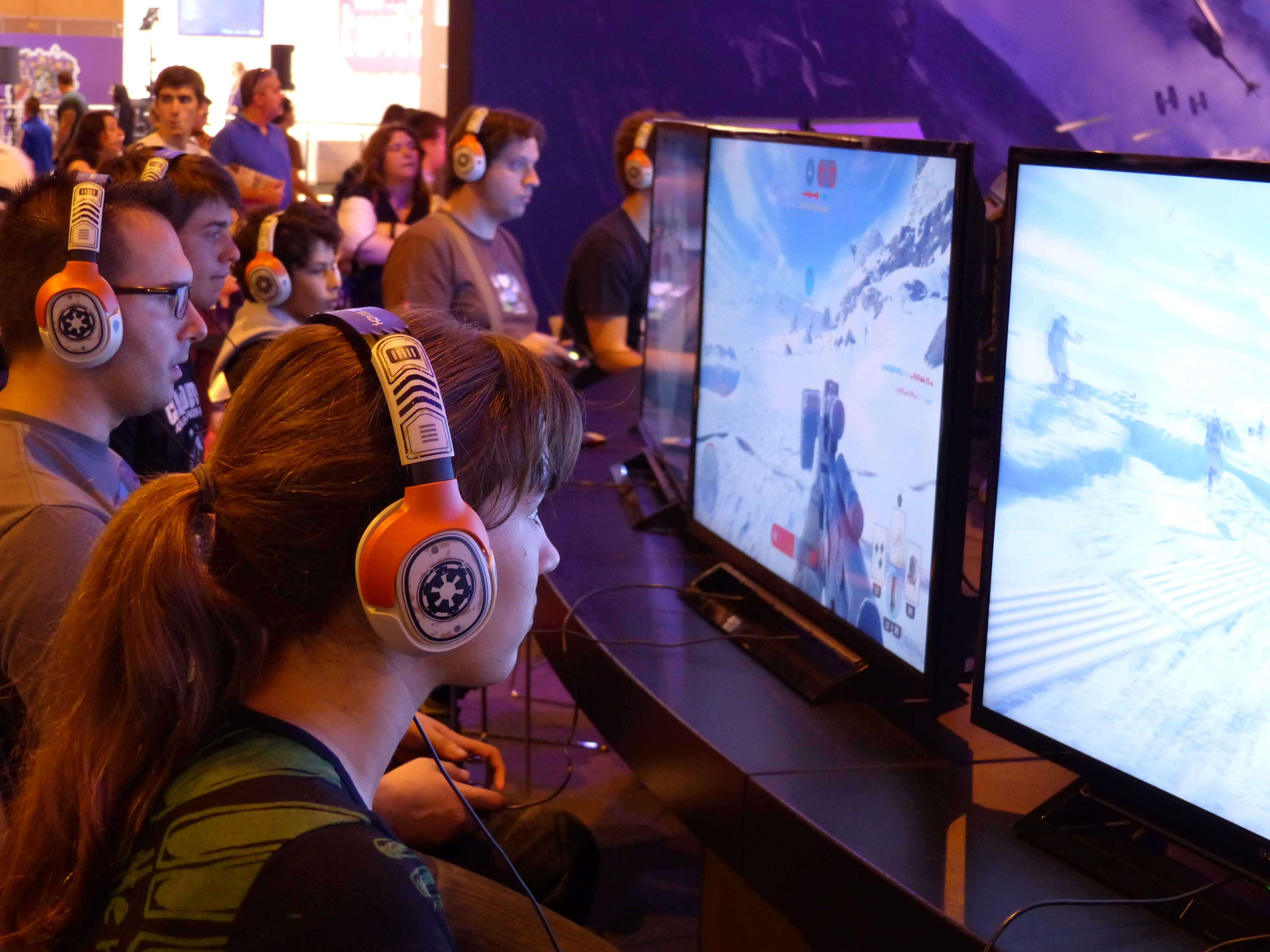
Turniej 2015 we Włoszech

| Skróty platform | Skróty platform                                  |
| --------------- | ------------------------------------------------ |
| DC              | Dreamcast                                        |
| Droid           | Android                                          |
| DS              | Nintendo DS                                      |
| GB              | Game Boy                                         |
| GBA             | Game Boy Advance                                 |
| GBC             | Game Boy Color                                   |
| GCN             | GameCube                                         |
| iOS             | iOS                                              |
| Lin             | komputer osobisty z systemem operacyjnym Linux   |
| Mac             | komputer osobisty Mac                            |
| N64             | Nintendo 64                                      |
| NS              | Nintendo Switch                                  |
| PC              | komputer osobisty                                |
| PS1             | PlayStation                                      |
| PS2             | PlayStation 2                                    |
| PS3             | PlayStation 3                                    |
| PS4             | PlayStation 4                                    |
| PS5             | PlayStation 5                                    |
| PSP             | PlayStation Portable                             |
| PSVita          | PlayStation Vita                                 |
| Wii             | Wii                                              |
| WiiU            | Wii U                                            |
| Win             | komputer osobisty z systemem operacyjnym Windows |
| X360            | Xbox 360                                         |
| XONE            | Xbox One                                         |
| Xbox            | Xbox                                             |
| XSX             | Xbox Series                                      |

Artykuł opisuje ważne wydarzenia w 2015 roku w branży gier komputerowych. Zobacz też: historia gier komputerowych.

## Wydarzenia
| Miesiąc     | Dzień/Dni | Wydarzenie                                                         |
| ----------- | --------- | ------------------------------------------------------------------ |
| Styczeń     | 23–25     | PAX South 2015 w Henry B. Gonzalez Convention Center, San Antonio. |
| Marzec      | 2–6       | Game Developers Conference 2015 w San Francisco.                   |
| Marzec      | 6–8       | PAX East 2015 w Boston Convention and Exhibition Center.           |
| Marzec      | 12–14     | EGX Rezzed 2015 w Londynie.                                        |
| Czerwiec    | 16–18     | E3 2015 w Los Angeles Convention Center.                           |
| Sierpień    | 5–9       | gamescom 2015 w Kolonii.                                           |
| Sierpień    | 28–31     | PAX Prime 2015 w Seattle.                                          |
| Wrzesień    | 17–18     | Tokyo Game Show 2015.                                              |
| Wrzesień    | 24–27     | EGX 2015 w Birmingham.                                             |
| Wrzesień    | 25–26     | TwitchCon 2015 w San Francisco.                                    |
| Październik | 30        | PAX Australia 2015 w Melbourne Convention Centre.                  |
| Listopad    | 1         | PAX Australia 2015 w Melbourne Convention Centre.                  |
| Listopad    | 6–7       | BlizzCon 2015 w Anaheim Convention Center.                         |

## Wydane konsole
Lista konsol wydanych w 2015 roku.
| Miesiąc  | Dzień | Konsola          |
| -------- | ----- | ---------------- |
| Styczeń  | 13    | New Nintendo 3DS |
| Listopad | 10    | Steam Machine    |

## Wydane gry
Lista gier, które zostały wydane w 2015.

### styczeń – marzec
| Miesiąc       | Dzień | Tytuł                                        | Platformy                 | Źródła |
| ------------- | ----- | -------------------------------------------- | ------------------------- | ------ |
| S T Y C Z E Ń | 6     | Duke Nukem 3D: Megation Edition              | PS3, PSVita               | [ 15 ] |
| S T Y C Z E Ń | 7     | Warhammer Quest                              | Win, Mac, Lin             | [ 16 ] |
| S T Y C Z E Ń | 14    | Super Mario Galaxy 2                         | WiiU                      | [ 17 ] |
| S T Y C Z E Ń | 19    | Twierdza: Królestwa                          | Mac                       | [ 18 ] |
| S T Y C Z E Ń | 20    | Blackguards 2                                | Win, Mac                  | [ 19 ] |
| S T Y C Z E Ń | 20    | Resident Evil HD                             | Win, PS3, PS4, X360, XONE | [ 20 ] |
| S T Y C Z E Ń | 23    | Saints Row: Gat out of Hell                  | Win, PS3, PS4, X360, XONE | [ 21 ] |
| S T Y C Z E Ń | 29    | Metal Gear Solid V: Ground Zeroes            | Win                       | [ 22 ] |
| S T Y C Z E Ń | 30    | Dying Light                                  | Win, Lin, PS4, XONE       | [ 23 ] |
| S T Y C Z E Ń | 30    | Life Is Strange – Chrysalis                  | Win, PS3, PS4, X360, XONE | [ 24 ] |
| S T Y C Z E Ń | 30    | Raven’s Cry                                  | Win, Lin, Mac             | [ 25 ] |
| L U T Y       | 3     | Gra o Tron – The Lost Lords                  | Win                       | [ 26 ] |
| L U T Y       | 4     | Gra o Tron – The Lost Lords                  | PS3, PS4, X360, XONE      | [ 26 ] |
| L U T Y       | 5     | Gra o Tron – The Lost Lords                  | iOS, Android              | [ 26 ] |
| L U T Y       | 10    | Evolve                                       | Win, PS4, XONE            | [ 27 ] |
| L U T Y       | 12    | Cities XXL                                   | Win                       | [ 28 ] |
| L U T Y       | 17    | The Sims 4                                   | Mac                       | [ 29 ] |
| L U T Y       | 17    | Total War: Attila                            | Win                       | [ 30 ] |
| L U T Y       | 20    | The Order: 1886                              | PS4                       | [ 31 ] |
| L U T Y       | 25    | Oddworld: Abe's Oddysee New N' Tasty         | Win, Mac, Lin             | [ 32 ] |
| L U T Y       | 25    | Resident Evil: Revelations 2 – Penal Colony  | Win, PS3, PS4, X360, XONE | [ 33 ] |
| M A R Z E C   | 2     | Five Nights at Freddy’s 3                    | Win                       | [ 34 ] |
| M A R Z E C   | 4     | Resident Evil: Revelations 2 – Contemplation | Win, PS3, PS4, X360, XONE | [ 33 ] |
| M A R Z E C   | 7     | Five Nights at Freddy’s 3                    | Android                   | [ 35 ] |
| M A R Z E C   | 10    | Assassin’s Creed: Rogue                      | Win                       | [ 36 ] |
| M A R Z E C   | 10    | Cities: Skylines                             | Win                       | [ 37 ] |
| M A R Z E C   | 11    | Ori and the Blind Forest                     | Win, XONE                 | [ 38 ] |
| M A R Z E C   | 11    | Resident Evil: Revelations 2 – Judgment      | Win, PS3, PS4, X360, XONE | [ 33 ] |
| M A R Z E C   | 12    | Five Nights at Freddy’s 3                    | iOS                       | [ 39 ] |
| M A R Z E C   | 17    | Battlefield Hardline                         | Win, PS3, PS4, X360, XONE | [ 40 ] |
| M A R Z E C   | 17    | BioShock Infinite                            | Lin                       | [ 41 ] |
| M A R Z E C   | 17    | Tales from the Borderlands – Atlas Mugged    | Win, Mac, X360, XONE      | [ 42 ] |
| M A R Z E C   | 18    | Resident Evil: Revelations 2 – Metamorphosis | Win, PS3, PS4, X360, XONE | [ 33 ] |
| M A R Z E C   | 18    | Tales from the Borderlands – Atlas Mugged    | PS3, PS4                  | [ 42 ] |
| M A R Z E C   | 18    | Tekken 7                                     | ARC                       | [ 43 ] |
| M A R Z E C   | 19    | Afterfall: Reconquest                        | Win                       | [ 44 ] |
| M A R Z E C   | 19    | Tales from the Borderlands – Atlas Mugged    | iOS                       | [ 42 ] |
| M A R Z E C   | 20    | RIDE                                         | Win, PS3, PS4, X360, XONE | [ 45 ] |
| M A R Z E C   | 21    | Metal Gear Solid V: Ground Zeroes            | PS3, PS4, X360            | [ 46 ] |
| M A R Z E C   | 24    | Gra o Tron – The Sword in the Darkness       | Win, Mac, PS3, PS4        | [ 47 ] |
| M A R Z E C   | 24    | Life Is Strange – Out of Time                | Win, PS3, PS4, X360, XONE | [ 48 ] |
| M A R Z E C   | 25    | Bloodborne                                   | PS4                       | [ 48 ] |
| M A R Z E C   | 25    | Gra o Tron – The Sword in the Darkness       | XONE, X360                | [ 47 ] |
| M A R Z E C   | 25    | Slender: The Arrival                         | PS4, XONE                 | [ 49 ] |
| M A R Z E C   | 26    | Gra o Tron – The Sword in the Darkness       | iOS, Android              | [ 47 ] |
| M A R Z E C   | 26    | Infinite Crisis                              | Win, Mac                  | [ 48 ] |
| M A R Z E C   | 26    | Pillars of Eternity                          | Win, Lin, Mac             | [ 48 ] |
| M A R Z E C   | 31    | Neverwinter                                  | XONE                      | [ 50 ] |

### kwiecień – czerwiec
| Miesiąc         | Dzień | Tytuł                                       | Platformy                      | Źródła |
| --------------- | ----- | ------------------------------------------- | ------------------------------ | ------ |
| K W I E C I E Ń | 2     | The Sims 4: Witaj w pracy                   | Win, Mac                       | [ 51 ] |
| K W I E C I E Ń | 7     | Mortal Kombat X                             | iOS                            | [ 52 ] |
| K W I E C I E Ń | 7     | Bastion                                     | PS4                            | [ 53 ] |
| K W I E C I E Ń | 14    | Grand Theft Auto V                          | Win                            | [ 54 ] |
| K W I E C I E Ń | 14    | Hearthstone: Heroes of Warcraft             | iOS, Android                   | [ 55 ] |
| K W I E C I E Ń | 14    | Mortal Kombat X                             | Win, PS4, XONE                 | [ 56 ] |
| K W I E C I E Ń | 16    | Halo: Spartan Assault                       | iOS                            | [ 57 ] |
| K W I E C I E Ń | 16    | Halo: Spartan Strike                        | Win, iOS, WP                   | [ 58 ] |
| K W I E C I E Ń | 16    | Symulator kozy                              | X360, XONE                     | [ 59 ] |
| K W I E C I E Ń | 28    | Broken Age – Epizod 2                       | Win, PSVita, PS4, iOS, Android | [ 60 ] |
| K W I E C I E Ń | 28    | Hitman GO                                   | Win, WP                        | [ 61 ] |
| K W I E C I E Ń | 30    | Monument Valley                             | WP                             | [ 62 ] |
| K W I E C I E Ń | 30    | Galaga: TEKKEN Edition                      | iOS, Android                   | [ 63 ] |
| M A J           | 5     | Mortal Kombat X                             | Android                        | [ 64 ] |
| M A J           | 5     | Wolfenstein: The Old Blood                  | Win, PS4, XONE                 | [ 65 ] |
| M A J           | 8     | Project CARS                                | Win, PS4, XONE                 | [ 66 ] |
| M A J           | 15    | Final Fantasy X HD                          | PS4                            | [ 67 ] |
| M A J           | 15    | Final Fantasy X-2 HD                        | PS4                            | [ 68 ] |
| M A J           | 19    | Life Is Strange – Chaos Theory              | Win, PS3, PS4, X360, XONE      | [ 69 ] |
| M A J           | 19    | Wiedźmin 3: Dziki Gon                       | Win, PS4, XONE                 | [ 70 ] |
| M A J           | 21    | Carmageddon: Reincarnation                  | Win, PS4, XONE                 | [ 71 ] |
| M A J           | 25    | Angel Beats!                                | Win                            | [ 72 ] |
| M A J           | 26    | Gra o Tron – Sons of Winter                 | Win, PS4, PS3                  | [ 73 ] |
| M A J           | 26    | Magicka 2                                   | Win, PS4                       | [ 74 ] |
| M A J           | 26    | Octodad: Dadliest Catch                     | PSVita                         | [ 75 ] |
| M A J           | 27    | Gra o Tron – Sons of Winter                 | X360, XONE                     | [ 73 ] |
| M A J           | 28    | The Talos Principle                         | Android                        | [ 76 ] |
| C Z E R W I E C | 1     | Hatred                                      | Win                            | [ 77 ] |
| C Z E R W I E C | 2     | Heroes of the Storm                         | Win, Mac                       | [ 78 ] |
| C Z E R W I E C | 9     | The Elder Scrolls Online: Tamriel Unlimited | PS4, XONE                      | [ 79 ] |
| C Z E R W I E C | 10    | Kholat                                      | Win                            | [ 80 ] |
| C Z E R W I E C | 12    | PayDay 2 Crimewave Edition                  | PS4, XONE                      | [ 81 ] |
| C Z E R W I E C | 14    | Fallout Shelter                             | iOS                            | [ 82 ] |
| C Z E R W I E C | 23    | Batman: Arkham Knight                       | Win, PS4, XONE                 | [ 83 ] |
| C Z E R W I E C | 23    | Final Fantasy XIV: Heavensward              | Win, PS3, PS4                  | [ 84 ] |
| C Z E R W I E C | 23    | PlanetSide 2                                | PS4                            | [ 85 ] |
| C Z E R W I E C | 23    | Tales from the Borderlands – Catch a Ride   | Win, Mac, PS3, PS4             | [ 86 ] |
| C Z E R W I E C | 24    | Her Story                                   | Win, Mac, iOS                  | [ 87 ] |
| C Z E R W I E C | 24    | MotoGP 15                                   | Win, PS3, PS4, X360, XONE      | [ 88 ] |
| C Z E R W I E C | 24    | Tales from the Borderlands – Catch a Ride   | X360, XONE                     | [ 86 ] |
| C Z E R W I E C | 25    | Tales from the Borderlands – Catch a Ride   | iOS, Android                   | [ 86 ] |

### lipiec – wrzesień
| Miesiąc         | Dzień | Tytuł                                          | Platformy                 | Źródła  |
| --------------- | ----- | ---------------------------------------------- | ------------------------- | ------- |
| L I P I E C     | 7     | Rocket League                                  | Win, PS4                  | [ 89 ]  |
| L I P I E C     | 10    | F1 2015                                        | Win, PS4, XONE            | [ 90 ]  |
| L I P I E C     | 15    | God of War III Remastered                      | PS4                       | [ 91 ]  |
| L I P I E C     | 15    | This War of Mine                               | iOS, Android              | [ 92 ]  |
| L I P I E C     | 15    | Zaginięcie Ethana Cartera                      | PS4                       | [ 93 ]  |
| L I P I E C     | 21    | Gra o Tron – A Nest of Vipers                  | Win, Mac, PS3, PS4        | [ 94 ]  |
| L I P I E C     | 22    | Gra o Tron – A Nest of Vipers                  | X360, XONE                | [ 94 ]  |
| L I P I E C     | 22    | Podróż                                         | PS4                       | [ 95 ]  |
| L I P I E C     | 23    | Five Nights at Freddy’s 4                      | Win                       | [ 96 ]  |
| L I P I E C     | 23    | Gra o Tron – A Nest of Vipers                  | iOS, Android              | [ 94 ]  |
| L I P I E C     | 23    | The Binding of Isaac: Rebirth                  | XONE, WiiU, NN3DS         | [ 97 ]  |
| L I P I E C     | 28    | Life Is Strange – Dark Room                    | Win, PS3, PS4, X360, XONE | [ 98 ]  |
| L I P I E C     | 28    | World of Tanks                                 | XONE                      | [ 99 ]  |
| S I E R P I E Ń | 11    | Symulator kozy                                 | PS3, PS4                  | [ 100 ] |
| S I E R P I E Ń | 12    | Hacknet                                        | Win                       | [ 101 ] |
| S I E R P I E Ń | 12    | Everybody’s Gone to the Rapture                | PS4                       | [ 102 ] |
| S I E R P I E Ń | 13    | Fallout Shelter                                | Android                   | [ 103 ] |
| S I E R P I E Ń | 18    | Resident Evil: Revelations 2                   | PSVita                    | [ 104 ] |
| S I E R P I E Ń | 18    | Tales from the Borderlands – Escape Plan Bravo | Win, Mac, PS3, PS4        | [ 105 ] |
| S I E R P I E Ń | 18    | Volume                                         | Win, Mac                  | [ 106 ] |
| S I E R P I E Ń | 19    | Smite                                          | XONE                      | [ 107 ] |
| S I E R P I E Ń | 19    | Tales from the Borderlands – Escape Plan Bravo | X360, XONE                | [ 105 ] |
| S I E R P I E Ń | 20    | Tales from the Borderlands – Escape Plan Bravo | iOS, Android              | [ 105 ] |
| S I E R P I E Ń | 26    | Octodad: Dadliest Catch                        | XONE                      | [ 108 ] |
| W R Z E S I E Ń | 1     | Metal Gear Solid V: The Phantom Pain           | Win, PS3, PS4, X360, XONE | [ 109 ] |
| W R Z E S I E Ń | 4     | Broken Sword: The Serpent's Curse              | PS4, XONE                 | [ 110 ] |
| W R Z E S I E Ń | 4     | Mad Max                                        | Win, Lin, PS4, XONE       | [ 111 ] |
| W R Z E S I E Ń | 4     | Volume                                         | PSVita                    | [ 112 ] |
| W R Z E S I E Ń | 11    | Super Mario Maker                              | WiiU                      | [ 113 ] |
| W R Z E S I E Ń | 15    | Destiny: The Taken King                        | PS3, PS4, X360, XONE      | [ 114 ] |
| W R Z E S I E Ń | 17    | NHL 16                                         | PS4, XONE                 | [ 114 ] |
| W R Z E S I E Ń | 17    | Pro Evolution Soccer 2016                      | Win, PS3, PS4, X360, XONE | [ 114 ] |
| W R Z E S I E Ń | 17    | World of Warships                              | Win                       | [ 115 ] |
| W R Z E S I E Ń | 18    | Forza Motorsport 6                             | XONE                      | [ 116 ] |
| W R Z E S I E Ń | 22    | Blood Bowl II                                  | Win, PS4, XONE            | [ 117 ] |
| W R Z E S I E Ń | 22    | Octodad: Dadliest Catch                        | Wii U                     | [ 118 ] |
| W R Z E S I E Ń | 22    | Soma                                           | Win, Lin, Mac, PS4        | [ 119 ] |
| W R Z E S I E Ń | 24    | Cities: Skylines - Afterdark                   | Win                       | [ 117 ] |
| W R Z E S I E Ń | 24    | FIFA 16                                        | Win, PS3, PS4, X360, XONE | [ 120 ] |
| W R Z E S I E Ń | 24    | Final Fantasy V                                | Win                       | [ 121 ] |
| W R Z E S I E Ń | 25    | Grand Ages: Medieval                           | Win                       | [ 117 ] |
| W R Z E S I E Ń | 25    | Skylanders SuperChargers                       | PS3, PS4, X360, XONE, iOS | [ 117 ] |
| W R Z E S I E Ń | 29    | NBA 2K16                                       | Win, PS3, PS4, X360, XONE | [ 122 ] |
| W R Z E S I E Ń | 29    | Tony Hawk's Pro Skater 5                       | PS4, XONE                 | [ 123 ] |
| W R Z E S I E Ń | 30    | Armikrog                                       | Win, Lin, Mac             | [ 124 ] |
| W R Z E S I E Ń | 30    | Need for Speed: No Limits                      | Android                   | [ 125 ] |
| W R Z E S I E Ń | 30    | The Escapists                                  | Win, XONE                 | [ 126 ] |

### październik – grudzień
| Miesiąc               | Dzień | Tytuł                                            | Platformy                                    | Źródła  |
| --------------------- | ----- | ------------------------------------------------ | -------------------------------------------- | ------- |
| P A Ź D Z I E R N I K | 1     | Need for Speed: No Limits                        | iOS                                          | [ 127 ] |
| P A Ź D Z I E R N I K | 6     | Prison Architect                                 | Win, Lin, Mac, iOS, Android                  | [ 128 ] |
| P A Ź D Z I E R N I K | 6     | Rock Band 4                                      | PS4, XONE                                    | [ 129 ] |
| P A Ź D Z I E R N I K | 6     | Super Meat Boy                                   | PSVita, PS4                                  | [ 130 ] |
| P A Ź D Z I E R N I K | 6     | Transformers: Devastation                        | PS3, PS4, X360, XONE                         | [ 131 ] |
| P A Ź D Z I E R N I K | 7     | Uncharted: The Nathan Drake Collection           | PS4                                          | [ 132 ] |
| P A Ź D Z I E R N I K | 9     | WRC 5                                            | Win, PSVita, PS3, PS4, 360, XONE             | [ 133 ] |
| P A Ź D Z I E R N I K | 10    | StarCraft II: Legacy of the Void                 | Win, Mac                                     | [ 134 ] |
| P A Ź D Z I E R N I K | 13    | Minecraft: Story Mode – The Order of the Stone   | Win, PSVita, PS3, PS4, X360, XONE            | [ 135 ] |
| P A Ź D Z I E R N I K | 13    | Wiedźmin 3: Serce z Kamienia                     | Win, PS4, XONE                               | [ 136 ] |
| P A Ź D Z I E R N I K | 14    | The Talos Principle                              | PS4                                          | [ 137 ] |
| P A Ź D Z I E R N I K | 15    | Minecraft: Story Mode – The Order of the Stone   | iOS, Android                                 | [ 135 ] |
| P A Ź D Z I E R N I K | 20    | Overlord: Fellowship of Evil                     | Win, PS4, XONE                               | [ 138 ] |
| P A Ź D Z I E R N I K | 22    | Just Dance 2016                                  | PS3, PS4, X360, XONE, WiiU                   | [ 139 ] |
| P A Ź D Z I E R N I K | 24    | Wonderland Dizzy                                 | NES                                          | [ 140 ] |
| P A Ź D Z I E R N I K | 25    | Assassin’s Creed: Syndicate                      | PS4, XONE                                    | [ 141 ] |
| P A Ź D Z I E R N I K | 27    | Divinity: Original Sin – Enhanced Edition        | Win                                          | [ 142 ] |
| P A Ź D Z I E R N I K | 27    | Halo 5: Guardians                                | XONE                                         | [ 143 ] |
| P A Ź D Z I E R N I K | 27    | Minecraft: Story Mode – Assembly Required        | Win, Mac, PS3, PS4, X360, XONE, iOS, Android | [ 144 ] |
| P A Ź D Z I E R N I K | 27    | WWE 2K16                                         | PS3, PS4, X360, XONE                         | [ 145 ] |
| L I S T O P A D       | 3     | Anno 2205                                        | Win                                          | [ 146 ] |
| L I S T O P A D       | 5     | Need for Speed                                   | Win, PS4, XONE                               | [ 147 ] |
| L I S T O P A D       | 6     | Call of Duty: Black Ops III                      | Win, PS3, PS4, X360, XONE                    | [ 148 ] |
| L I S T O P A D       | 10    | Fallout 4                                        | Win, PS4, XONE                               | [ 149 ] |
| L I S T O P A D       | 10    | StarCraft II: Legacy of the Void                 | Win, Mac                                     | [ 150 ] |
| L I S T O P A D       | 13    | Back to the Future: The Game                     | PS4, X360, XONE                              | [ 151 ] |
| L I S T O P A D       | 13    | Rise of the Tomb Raider                          | Win, PS4, X360, XONE                         | [ 152 ] |
| L I S T O P A D       | 17    | Deadpool                                         | PS4, XONE                                    | [ 153 ] |
| L I S T O P A D       | 19    | Assassin’s Creed: Syndicate                      | Win                                          | [ 154 ] |
| L I S T O P A D       | 19    | Star Wars: Battlefront                           | Win, PS4, XONE                               | [ 155 ] |
| L I S T O P A D       | 24    | Beyond: Dwie dusze                               | PS4                                          | [ 156 ] |
| L I S T O P A D       | 24    | Minecraft: Story Mode – The Last Place You Look  | Win, Mac, PS3, PS4, X360, XONE, iOS, Android | [ 157 ] |
| G R U D Z I E Ń       | 1     | Just Cause 3                                     | Win, PS4, XONE                               | [ 158 ] |
| G R U D Z I E Ń       | 1     | Tom Clancy’s Rainbow Six Siege                   | Win, PS4, XONE                               | [ 159 ] |
| G R U D Z I E Ń       | 7     | Dirt Rally                                       | Win                                          | [ 160 ] |
| G R U D Z I E Ń       | 10    | Gravity Rush                                     | PS4                                          | [ 161 ] |
| G R U D Z I E Ń       | 10    | RollerCoaster Tycoon World                       | Win                                          | [ 162 ] |
| G R U D Z I E Ń       | 22    | Minecraft: Story Mode – A Block and a Hard Place | Win, Mac, PS3, PS4, X360, XONE, iOS, Android | [ 163 ] |